# Prorasea pulveralis
Prorasea pulveralis là một loài bướm đêm trong họ Crambidae.